# Абояде Оджетунджі
Абоя́де Оджету́нджі (Ojetunji Aboyade; *1931 — 1994) — нігерійський економіст. За етнічною приналежність — йоруба.
Закінчив університет у Халлі (Велика Британія). У 1960 році здобув ступінь доктора в Кембріджському університеті.
У 1966—1975 та з 1978 року професор економіки Ібаданського університету, головний редактор журналу «The Nigerian journal of economic and social studies». З 1975 року проректор університету в Іфе. Був консультантом федерального статистичного бюро та федерального Міністерства економічного розвитку. Член міжнародної асоціації досліджень прибутків та благополуччя.
Наукові праці стосуються проблем економічного розвитку Нігерії.